# Tisma
Tisma est une municipalité nicaraguayenne du département de Masaya.

## Géographie
La municipalité de Tisma est bordée au nord par la municipalité de Tipitapa, au sud et à l'ouest par la municipalité de Masaya et à l'est par la municipalité de Granada.  Le siège municipal est situé à 36 kilomètres de la capitale, Managua.

## Histoire
Les premiers colons s'y sont installés en 1698 ; en 1705, ces colons ont décidé de donner un nom à l'endroit où ils vivaient et se sont mis d'accord pour l'appeler « San Fruto », en raison de la grande quantité et de la variété de fruits qui s'y trouvaient. 
En 1795, cette ville était un point de friction entre les départements de Masaya et Granada, car les deux se disputaient le territoire  Le village a été visité par des missionnaires religieux, qui l'ont baptisé du nom de « Tismayán  », qui selon la toponymie indigène d'origine nahuatl signifie « lieu où l'on se remplit de craie ». En 1800, la ville était déjà connue sous le nom de Tisma. Le 10 mars 1883, conformément à la loi législative, elle a été élevée au rang de municipalité du département de Masaya.